# Туношенское сельское поселение
Туношенское сельское поселение — муниципальное образование в Ярославском муниципальном районе Ярославской области России.
Административный центр — село Туношна. 

## История
Туношенское сельское поселение образовано 1 января 2005 года в соответствии с законом Ярославской области № 65-з от 21 декабря 2004 года «О наименованиях, границах и статусе муниципальных образований Ярославской области», границы сельского поселения установлены в административных границах Лютовского и Туношенского сельских округов.

## Население
| 2007  | 2010  | 2011  | 2012  | 2013  | 2014  | 2015  |
| ----- | ----- | ----- | ----- | ----- | ----- | ----- |
| 6441  | ↘6221 | ↗6261 | ↗6288 | ↗6368 | ↘6362 | ↗6366 |
| 2016  | 2017  | 2018  | 2019  | 2020  | 2021  |       |
| ↗6432 | ↘6409 | ↘6330 | ↘6291 | ↘6202 | ↗6350 |       |

## Населённые пункты
В сельское поселение входят 65 населённых пунктов. 
| №  | Населённый пункт   | Тип населённого пункта | Население | Сельский округ |
| -- | ------------------ | ---------------------- | --------- | -------------- |
| 1  | Акишино            | деревня                | ↗4        | Лютовский      |
| 2  | Алексеевское       | деревня                | →44       | Лютовский      |
| 3  | Анискино           | деревня                | →0        | Лютовский      |
| 4  | Бердицино          | деревня                | ↘104      | Лютовский      |
| 5  | Большая            | деревня                | ↘0        | Туношенский    |
| 6  | Бреховская         | деревня                | ↘15       | Туношенский    |
| 7  | Васильево          | деревня                | ↘1        | Лютовский      |
| 8  | Волга              | посёлок                | ↗27       | Туношенский    |
| 9  | Воробино           | деревня                | ↗38       | Туношенский    |
| 10 | Высоцкое           | село                   | ↗11       | Лютовский      |
| 11 | Дмитриево          | деревня                | ↗27       | Туношенский    |
| 12 | Дорожный           | посёлок                | ↗53       | Туношенский    |
| 13 | Жабино             | деревня                | ↘4        | Лютовский      |
| 14 | Заборное           | деревня                | ↘34       | Лютовский      |
| 15 | Исаково            | деревня                | ↘0        | Лютовский      |
| 16 | Исаково            | деревня                | ↗6        | Туношенский    |
| 17 | Ключи              | деревня                | ↘5        | Лютовский      |
| 18 | Когаево            | деревня                | ↗9        | Лютовский      |
| 19 | Коргиш             | деревня                | ↗47       | Туношенский    |
| 20 | Красное            | село                   | ↘169      | Туношенский    |
| 21 | Куричьево          | деревня                | ↗1        | Лютовский      |
| 22 | Лютово             | село                   | ↘541      | Лютовский      |
| 23 | Лютово             | станция                | ↗26       | Лютовский      |
| 24 | Малышево           | деревня                | ↗8        | Туношенский    |
| 25 | Мальгино           | деревня                | ↘0        | Лютовский      |
| 26 | Мигачево           | деревня                | ↗28       | Туношенский    |
| 27 | Мокеевское         | деревня                | ↘1532     | Лютовский      |
| 28 | Мужево             | деревня                | ↗3        | Лютовский      |
| 29 | Мутовки            | деревня                | ↗6        | Лютовский      |
| 30 | Новоселки          | деревня                | ↘2        | Лютовский      |
| 31 | Облесцево          | деревня                | ↗20       | Лютовский      |
| 32 | Образцово          | деревня                | ↗8        | Туношенский    |
| 33 | Орлово             | деревня                | ↗36       | Туношенский    |
| 34 | Палутино           | деревня                | →0        | Лютовский      |
| 35 | Пашино             | деревня                | ↘2        | Лютовский      |
| 36 | Петраково          | деревня                | →0        | Туношенский    |
| 37 | Петрово            | село                   | ↗3        | Туношенский    |
| 38 | Погорелки          | деревня                | →0        | Лютовский      |
| 39 | Поляны             | деревня                | ↗3        | Туношенский    |
| 40 | Приволье           | деревня                | ↘1        | Лютовский      |
| 41 | Росляково          | деревня                | ↗18       | Лютовский      |
| 42 | Рохма              | деревня                | →0        | Лютовский      |
| 43 | Сатыево            | деревня                | ↘6        | Лютовский      |
| 44 | Семеновское        | деревня                | ↘2        | Лютовский      |
| 45 | Сеславино          | село                   | ↘56       | Лютовский      |
| 46 | Скородумки         | деревня                | ↗28       | Лютовский      |
| 47 | Сопёлки            | село                   | ↗74       | Туношенский    |
| 48 | Сорокино           | деревня                | ↘2        | Туношенский    |
| 49 | Софряково          | деревня                | ↘45       | Лютовский      |
| 50 | Студеново          | деревня                | ↗3        | Лютовский      |
| 51 | Твердино           | деревня                | ↗21       | Лютовский      |
| 52 | Телищево           | деревня                | ↗21       | Туношенский    |
| 53 | Телищево           | станция                | ↗17       | Туношенский    |
| 54 | Торговцево         | деревня                | ↗21       | Лютовский      |
| 55 | Туношна            | село                   | ↘1622     | Туношенский    |
| 56 | Туношна-городок 26 | посёлок                | 1365      | Туношенский    |
| 57 | Усково             | деревня                | ↗9        | Туношенский    |
| 58 | Ушаково            | деревня                | →0        | Лютовский      |
| 59 | Федоровское        | деревня                | ↘2        | Лютовский      |
| 60 | Харлово            | деревня                | ↗11       | Лютовский      |
| 61 | Чернеево           | деревня                | ↗7        | Туношенский    |
| 62 | Щипцово            | деревня                | ↗11       | Лютовский      |
| 63 | Юрьевское          | деревня                | ↘6        | Туношенский    |
| 64 | Яковлево           | деревня                | →0        | Лютовский      |
| 65 | Ярцево             | деревня                | ↗45       | Туношенский    |